# جسیکا مور (تنیس‌باز)
 جسیکا مور (انگلیسی: Jessica Moore؛ زاده ۱۶ اوت ۱۹۹۰) یک تنیس‌باز اهل استرالیا است.